# سنگ یادبود پازارجیک

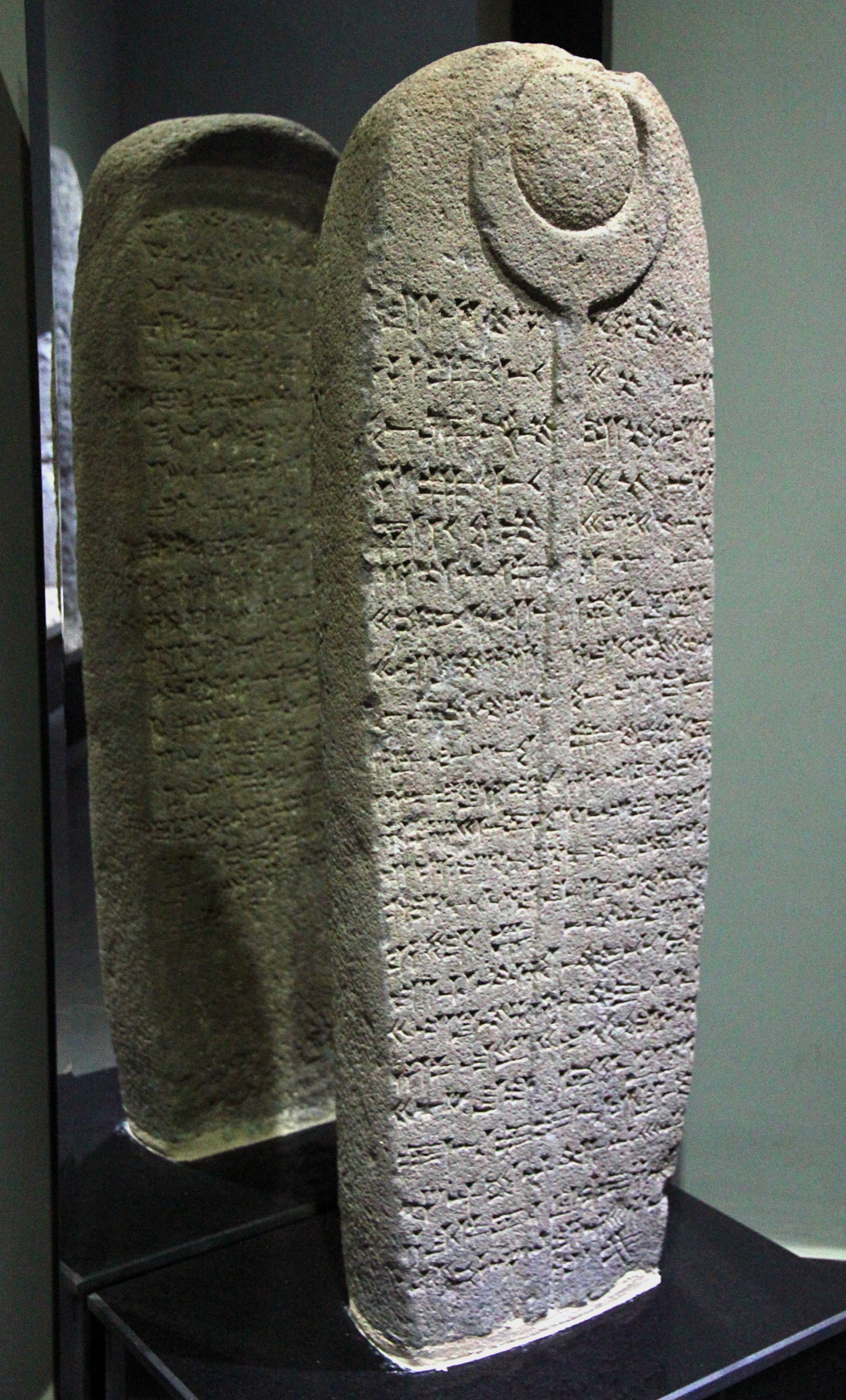
سنگ یادبود پازارجیک

سنگ یادبود پازارجیک یک ستون‌سنگ تاریخی آشوری است که به نشانه میل مرزی توسط پادشاهان آشوری برای تعیین مرز بین دو قلمرو فرعی خود یعنی کوموه و گورگوک ساخته شده‌است. پشت و جلوی سنگ در زمان‌های مختلف به زبان اکدی نگاشته شده‌است.
در سال ۸۰۵ پیش از میلاد، همان‌طور که در ستون‌سنگ پازارجیک گزارش شده‌است، پادشاه کوموه، اوشپیلولومه (شوپیلولیوما) از پادشاه آشور، ادد-نیراری سوم در برابر ائتلاف هشت پادشاه به رهبری آتارشومکی آرپاد درخواست کمک کرد. ظاهراً ادد-نیراری با مادرش شامورامات سفر کرد، ائتلاف یادشده را در پاقارهوبونا شکست داد و مرز بین کوموه و گورگوم را در پازارجیک ایجاد کرد.
در سال ۷۷۳ قبل از میلاد، همان مرز توسط سپهبد (تورتانو) آشوری شمشی-ایلو که به نمایندگی از پادشاه آشور شلمانسر چهارم فعالیت می‌کرد، دوباره برقرار شد.

## مطالعه بیشتر
- Edwin Clifford-Coupe, Settling a boundary dispute, Ancient Warfare vol. v-4, pp. 10–12, 2011.
- Zaccagnini, C. 1993, Notes on the Pazarcik Stela., State Archives of Assyria Bulletin 7 (1993), 53–72.